# PEN/Malamud Award
PEN/Malamud Award and Memorial Reading är ett litteraturpris som sedan 1988 årligen delas ut av PEN/Faulkner Foundation. Urvalskommittén består av organisationens styresmän samt representanter för Bernard Malamuds utgivare.
Priset är ett av många så kallade "PEN-pris" som sponsras av internationella PEN-avdelningar i över 145 PEN-centrum över hela världen.

## Mottagare
- 1988 John Updike
- 1989 Saul Bellow
- 1990 George Garrett
- 1991 Frederick Busch och Andre Dubus
- 1992 Eudora Welty
- 1993 Peter Taylor
- 1994 Grace Paley
- 1995 Stuart Dybek och William Keepers Maxwell
- 1996 Joyce Carol Oates
- 1997 Alice Munro
- 1998 John Barth
- 1999 T. Coraghessan Boyle
- 2000 Ann Beattie och Nathan Englander
- 2001 Sherman Alexie och Richard Ford
- 2002 Junot Diaz och Ursula K. Le Guin
- 2003 Barry Hannah och Maile Meloy
- 2004 Richard Bausch och Nell Freudenberger
- 2005 Lorrie Moore
- 2006 Adam Haslett och Tobias Wolff
- 2007 Elizabeth Spencer
- 2008 Cynthia Ozick och Peter Ho Davies
- 2009 Alistair MacLeod och Amy Hempel
- 2010 Edward P. Jones och Nam Le
- 2011 Edith Pearlman
- 2012 James Salter[3]
- 2013 George Saunders[4]
- 2015 Deborah Eisenberg[5]
- 2016 Joy Williams[6]
- 2017 Jhumpa Lahiri[7]
- 2018 Joan Silber och Amina Gautier[8]
- 2019 John Edgar Wideman[9]
- 2020 Lydia Davis[10]
- 2021 Charles Baxter[11]
- 2022 Yiyun Li[12]